# N35 (België)
De N35 is een Belgische gewestweg die de badplaats De Panne in de provincie West-Vlaanderen met Gavere in Oost-Vlaanderen verbindt. In een paar centra is de weg een gemeentelijke weg.

## Traject

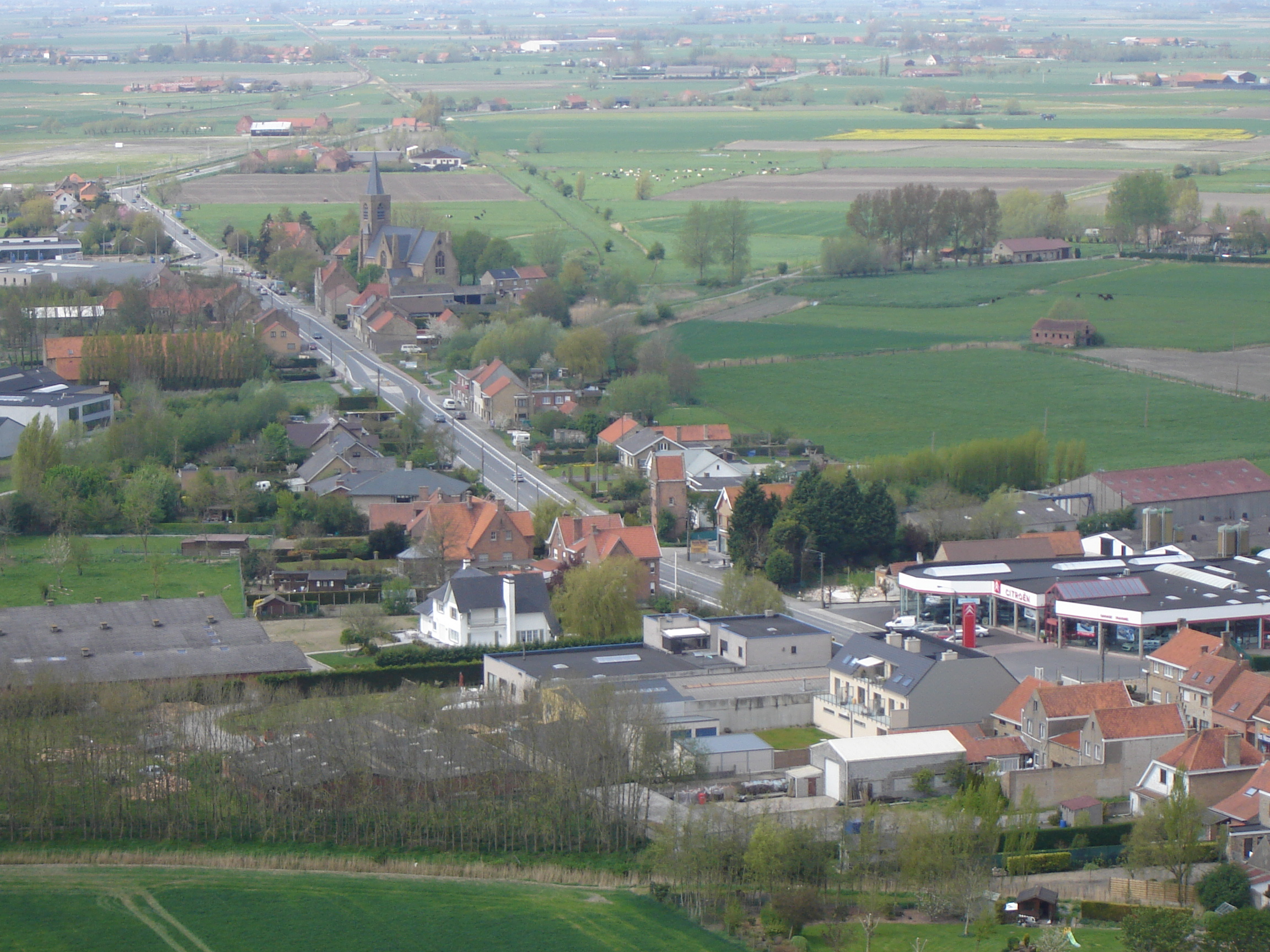
N35 door Kaaskerke

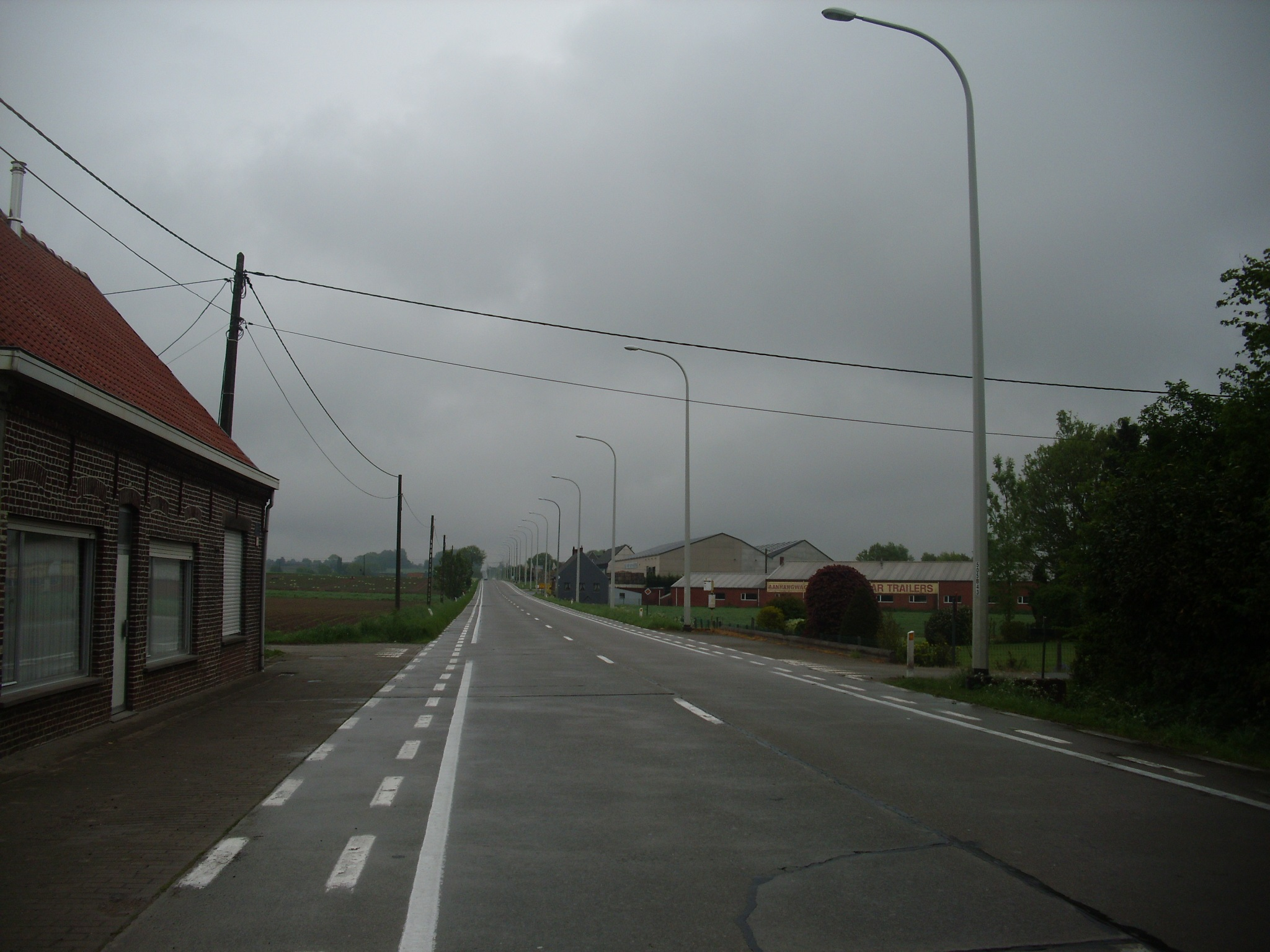
Het kaarsrechte stuk tussen Deinze en Tielt.

De weg loopt vanuit de kustplaats De Panne door het duinengebied richting Koksijde, maar buigt daar zuidwaarts af en loopt door De Polders naar de stad Veurne. Bij het verlaten van de oude stadskern wordt het Kanaal Nieuwpoort-Duinkerke overgestoken. Bij het verlaten van de stad loopt de weg nog onder de autosnelweg A18/E40. Er is geen direct op- en afrit met de snelweg, maar die is even verder bereikbaar via de N330.
Daarna loopt de weg door het landelijk gebied van de verdwenen gemeente 's Heerwillemskapelle naar het dorpscentrum van Pervijze. Daar slaat de weg een zuidelijk richting in, richting Oostkerke, maar voor dat dorp buigt de weg af naar de gehuchtjes Schewege en Lettenburg en het dorp Kaaskerke. Na het oversteken van de IJzer loopt de N35 door het stadscentrum van Diksmuide. Daarna loopt de weg zo'n 20 km door de vlakte van de Handzamevaart. De weg volgt de richting van die vaart en loopt over een groot stuk van dit traject parallel met spoorlijn 73. In dit stuk loopt de N35 dwars door de dorpskernen van Esen en Zarren. In Kortemark passeert de weg het gehucht Kortemark-Elle en verder het Torhoutse gehucht Sint-Henricus.
De N35 vormt daarna de jonge ringlaan ten zuiden van het centrum van Lichtervelde, en buigt dan af richting Koolskamp. In dit tracé is er een op- en afrit met de snelweg A17/E403. In Koolskamp en Pittem loopt de N35 weer dwars door het dorpscentrum. Voorbij Pittem gaat de N35 meerdere kilometers over in de N37, die wat verder ook het eerst deel van de ringlaan van Tielt vormt. Wanneer de N37 zich weer afsplitst, vormt de N35 nog het laatste stuk ringlaan, om dan gedurende ruim elf kilometer kaarsrecht in oostelijke richting, langs Aarsele, naar Deinze te lopen.
In Deinze loopt de N35 als 2x2-strooksweg ten westen van de stadskern en steekt er het Schipdonkkanaal en de Leie over. Via Petegem-aan-de-Leie verlaat de N35 Deinze. Daarna is er nog een op- en afrit met de snelweg A14/E17. De weg eindigt op het kruispunt met de N60 in Asper. Het verlengde, de N439 loopt verder naar Gavere.

## Geschiedenis
Van Veurne naar Diksmuide volgt de weg voor een groot stuk een tracé dat reeds op de Ferrariskaart uit de jaren 1770 weergegeven is, al werd de weg later op verschillende plaatsen verbreed, rechtgetrokken en werden nieuwe kortere tracés ingevoegd. Zo is het rechte tracé in het dorpscentrum van Pervijze, komende vanuit Veurne, nog niet aangeduid op de Ferrariskaart met wel op de Atlas der Buurtwegen uit het midden van de 19de eeuw.
Ten zuiden van Pervijze werd de weg rechtgetrokken in de tijd van Oostenrijkse Nederlanden en voltooid in 1782. Het vroegere kronkelende traject is hier nog zichtbaar in de Oude Diksmuidestraat. De rechte weg werd in 1841 gekasseid. Tussen Schewege en Diksmuide toont de Ferrariskaart ook al de weg Veurne-Diksmuide met een meer kronkelend tracé. Halverwege de 19de eeuw werd de weg ook hier rechtgetrokken en vlak voor Diksmuide kwam ze iets noordelijker te liggen. Na vernielingen van de Eerste Wereldoorlog werd de oude dorpskern van Kaaskerke naar het zuiden verlegd en langs deze weg ingeplant.
In het stadscentrum van Diksmuide kreeg een stukje van de Esenweg ter hoogte van de Paterskerk in 1924 de naam Maria Doolaeghestraat, naar dichteres Maria Van Ackere-Doolaeghe. Hier vestigden in 1432 de Grauwe Zusters zicht en in 1584 installeerde ook de Minderbroeders Franciscanen zich hier. Het patersklooster werd de volgende eeuwen nog uitgebreid, onder meer met een kerk, terwijl het Grauwe-Zustersklooster na de Franse Revolutie werd verkocht en verdween.
Het tracé ten oosten van Diksmuide is al weergegeven op de 16de-eeuwse kaart van het Brugse Vrije van Pieter Pourbus. Tussen Esen en Zarren is het kronkelende tracé van de Ferrariskaart ook al rechtgetrokken in de Atlas der Buurtwegen. In Zarren rest van het oude tracé nog de Oude Roeselarestraat.
Tussen Zarren en Lichtervelde werd de Staatsbaan aangelegd in 1936, parallel aan de Veurne-Lichtervelde uit 1856-1858. De rechte weg moest een vlottere verbonden bieden van Diksmuide en de Westkust met het binnenland. Op grondgebied van Torhout ontwikkelde zich in de 20ste eeuw het gehucht Sint-Henricus aan deze weg. De verbinding tussen Zarren en Lichtervelde kwam er op aanstalten van Gustaaf Sap. Sap, die van Kortemark afkomstig was, en later minister van openbare werken (1932-34) werd, knoopte de uiteinden van de baan aan elkaar. De inwoners van Kortemark noemen het ook weleens de Sap-baan.
In Lichtervelde liep de weg eerst naar de Oostenrijkse weg Torhout-Roeselare, maar in de jaren 90 werd ten zuiden van het dorpscentrum van Lichtervelde een ringlaan aangelegd om de dorpskern te ontlasten. De N35 loopt over deze ringweg en gaat voorbij het dorp weer over op het oude tracé naar Koolskamp.
Het rechte tracé tussen Lichtervelde en Koolskamp vormt een onderdeel van de steenweg Oostende-Tielt-Gent. Ook deze weg werd in de Oostenrijkse tijd aangelegd en is al aangeduid op de Ferrariskaart. De weg was een aftakking van de weg Brugge-Kortrijk. In Koolskamp verving de weg zo onder meer de Diksmuidse Boterweg, een oude verbindingsweg waarlangs Diksmuidse boter naar Gent en Tielt werd vervoerd. Rond 1760 werd het stuk door Koolskamp al aangelegd, het stuk door het centrum van Pittem kwam er wat later, zodat de hele steenweg werd voltooid in de jaren 1770. Tussen de steenweg Brugge-Kortrijk en het centrum van Pittem werd in 1934 noordelijker een nieuw stuk weg getrokken, de Joos de ter Beerstlaan, zodat men een korter tracé had dat twee spoorwegoverwegen vermeed. Het stuk door het centrum van Pittem werd nog meer ontlast van het verkeer in 1982 door het aanleg van de ringweg ten zuiden van Pittem, nu een deel van de N37.
Tussen Pittem en Tielt gaat de N35 over in de N37, die hier de rechte Oostenrijkse steenweg volgt, zoals te zien op de Ferrariskaart. Op het eind van de jaren 60 werd het oude traject door het stadscentrum van Tielt verlaten en volgen de N35 en N37 sindsdien de nieuwe Ringlaan rond het noorden van Tielt. Tussen Tielt en Deinze dateert is het rechte traject weer een onderdeel van de Oostenrijkse steenweg uit de jaren 1770, op de Ferrariskaart weergegeven als Chaussée de Thielt à Deynse.
In Deinze werd het oude tracé naar de Brugsepoort verlaten om de Tweebruggenlaan te volgen, die in de jaren '70 van de 20ste eeuw ten westen van Deinze werd aangelegd.
In 2021-2022 wordt het segment De Panne - Veurne heraangelegd, met een nieuwe rotonde in de De Pannestraat aan het industrieterrein van de Koksijdestraat, en ventwegen voor autoverkeer naar de handelszaken en voor fietsers, in plaats van de vroegere moordstrookjes. Sinds juli 2024 is de weg weer opengesteld.

## Straatnamen
In de verschillende gemeenten is de weg vaak een opvolging van verschillende straten, met verschillende straatnamen. De N35 heet achtereenvolgens:
| De Panne - Veurnestraat Koksijde - Pannekalsijde Veurne - Pannestraat - Noordstraat - Ooststraat - Brugsesteenweg - 's Heerwillems Diksmuide - Veurnestraat - Pervijzestraat - Kaaskerkestraat - IJzerlaan - Gasthuisstraat - Maria Doolaeghestraat - Esenweg - Roeselarestraat Kortemark - Staatsbaan Torhout - Rijksweg Lichtervelde - Kortemarkstraat - Ringlaan - Koolskampstraat | Ardooie - Lichterveldsestraat - Kloostersstraat - Tieltsestraat Pittem - Lichterveldestraat - Joos de Ter Beerstlaan - Stationsstraat - Tieltstraat Tielt - Ringlaan - Deinsesteenweg Deinze - Tieltsesteenweg - Kouter - Tweebruggenlaan - Volhardingslaan - Gaversesteenweg Nazareth - Steenweg Deinze Zingem - Deinse Baan Nazareth - Steenweg Deinze |

## Bezienswaardigheden

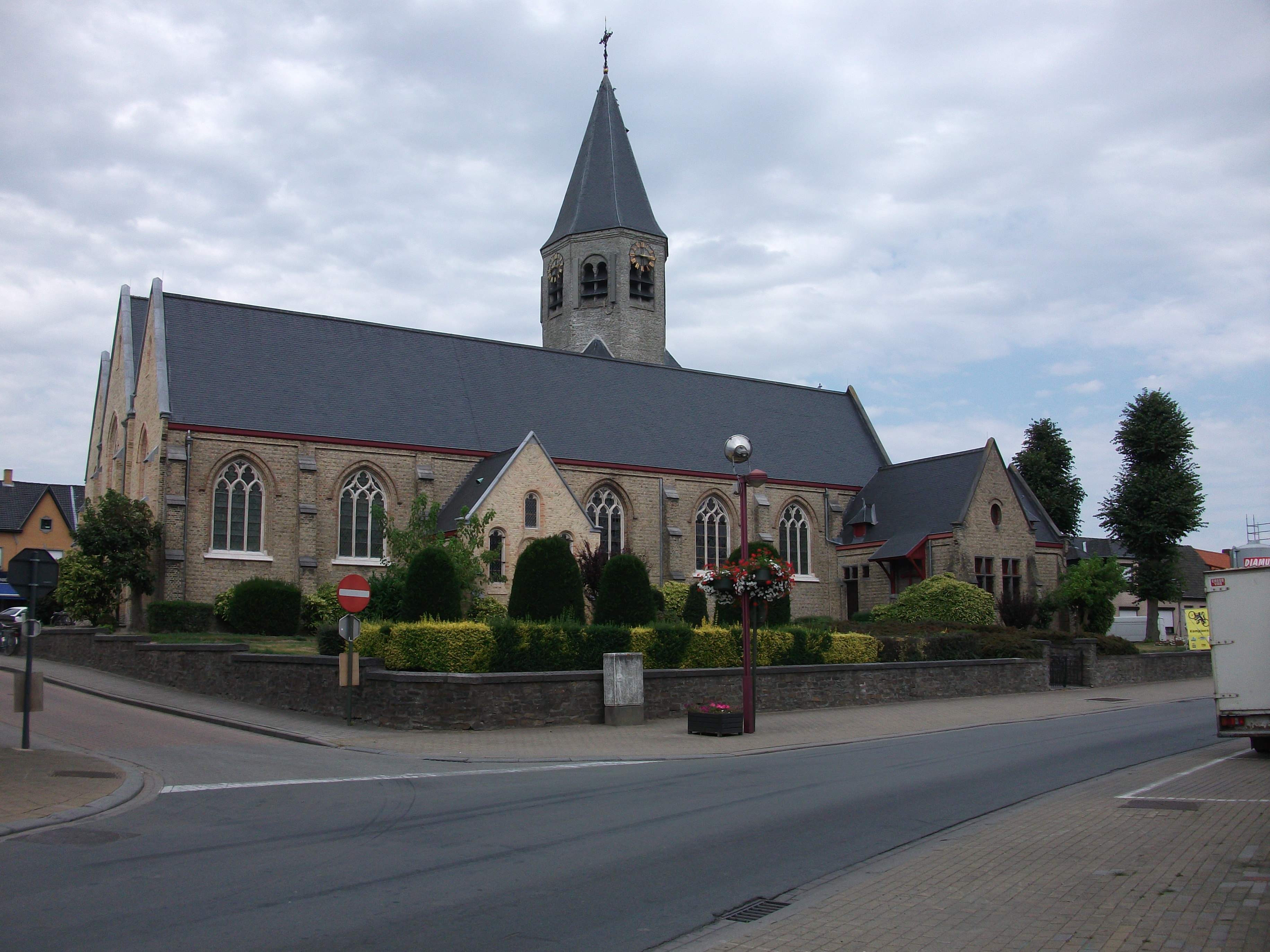
Sint-Martinuskerk van Koolskamp

- de beschermde Koorts- of Clercqskapel op de grens van Adinkerke en Koksijde.
- het beschermde Station Veurne aan de Statieplaats
- de Observatiepost Pervijze, een restant van een versterkte observatietoren uit de Eerste Wereldoorlog. De plaats is ook aangeduid met een van de provinciale naamstenen 1914-1918.
- de Sint-Bartholomeuskerk van Kaaskerke. Ook de pastorie met omgeving is beschermd.
- Portus Dixmuda, het jachthaventje van Diksmuide langs de oevers van de IJzer.
- de Paterskerk, het voormalige klooster met kerk van de paters Recollecten of Minderbroeders.
- de Kapel Onze-Lieve-Vrouw Ter Hulpe in Esen
- het voormalig gemeentehuis van Zarren
- de Sint-Dionysiuskerk in Zarren
- de Sint-Henricuskerk in Sint-Henricus
- de Sint-Martinuskerk in Koolskamp

## Aftakkingen

### N35b
De N35b is een verbindingsweg bij Lichtervelde tussen de N35 en de N370. De weg heeft een lengte van ongeveer 1,1 kilometer en bevat twee rijstroken voor beide rijrichtingen samen.

### N35c
De N35c is een verbindingsweg bij Pittem tussen de N35/N35e en de N50. De weg is ongeveer 1,5 kilometer lang en gaat via de Stationsstraat en de Posterijlaan. 

### N35e
De N35e is een verbindingsweg bij Pittem tussen de N35/N35c en de N37 en heeft een lengte van ongeveer 1,5 kilometer. De route gaat vanaf de rotonde met de N35/N35c via de Stationsstraat en de Tielstraat naar de N37 waar het een kruising heeft. De weg is geschikt voor beide rijrichtingen.

### N35g
De N35g is een verbindingsweg en tevens onderdeel van de Ringweg van Tielt. De N35g verbindt over een lengte van ongeveer 1,5 kilometer de N35 met de N327. De route verloopt over de Zuiderring wat een onderdeel is van de toekomstige Ringweg van Tielt.